# Bobolink
De bobolink of rijsttroepiaal (Dolichonyx oryzivorus) is een vogel uit de familie van de troepialen.
De soort dankt zijn naam aan het feit dat hij de rijst op de rijstvelden in North Carolina opat. Aan het eind van de 18e en het begin van de 19e eeuw werd de soort een plaag, waarna hij massaal werd afgeschoten. De dode vogels werden op de markt verkocht als rijstvogeltje. De wetenschappelijke naam werd oorspronkelijk gepubliceerd door Gmelin als Oriolus oryzivorus.

## Kenmerken
Bobolinks zijn 18 tot 20 centimeter grote veld- en weidevogels. Volwassenen bobolinks hebben een korte vinkachtige, zwarte snavel. Vrouwtjes hebben een lichtbruin verenkleed met zwarte strepen op de rug en flanken. De kop heeft donkergrijs tot zwarte strepen, de vleugels en de staart zijn iets donkerder dan de rest van het verenkleed. Jonge dieren hebben een vergelijkbaar verenkleed. De polygame mannetjes hebben een zwart broedkleed met een witte staart en witte strepen op de vleugels. Kenmerkend zijn de crèmekleurige tot gele veren op de hals en achterzijde van het hoofd. Als winterkleed hebben ze een vergelijkbaar verenkleed als de vrouwtjes.

## Voortplanting
Het komvormige nest legt het vrouwtje goed verborgen in de dichte vegetatie op de grond. Het nest bestaat uit vier tot zes eieren, die gedurende een periode van ongeveer dertien dagen worden uitgebroed. Aan het grootbrengen van de jongen, die na tien tot veertien dagen zijn uitgevlogen, nemen beide ouders deel.

## Leefwijze
Mannetjes claimen eerst een territorium, waarna de vrouwtjes een nest maken op de grond. Het broedsel bestaat uit vijf tot zeven eieren. De Icteridae zijn sociale levendige dieren die meestal in troepen rondvliegen.
Ze voeden zich voornamelijk met insecten en zaden. Ze strijken soms in grote groepen in rijstvelden neer en richten daar tot ergernis van de boeren aanzienlijke schade aan. Voorheen werden ze in Noord-Amerika met duizenden tegelijk gedood en gebruikt als voedsel. In Zuid-Amerika worden ze nog steeds gedood of gevangengenomen en verkocht als kooidieren.

## Verspreiding
Het verspreidingsgebied strekt zich uit van het zuiden van Canada naar Pennsylvania, Colorado en Californië. Om te overwinteren trekken ze naar Zuid-Amerika. Het zijn langeafstandvliegers en ze volbrengen afstanden van 12.000 tot 18.000 (soms tot 20.000) kilometer. Bobolinks zijn tot deze prestatie in staat vanwege hun vetreserves. Van Florida vliegen de bobolinks over de Caraïben naar Colombia en Venezuela en verder tot Argentinië en Paraguay. Als zeldzame gasten ze komen ook in west Europa.
De populaties zijn in Noord-Amerika sinds 1900 sterk verminderd, omdat veel boerderijen zijn verlaten en voormalige weiden en velden tot bossen zijn omgevormd. Bovendien worden de gewassen eerder oogstrijp en worden vaker geoogst met moderne oogsttechnologie. Veel jonge vogels die nog niet zijn uitgevlogen, hebben dan geen kans om te overleven. De teruggang van het bestand van bobolinks wordt voor de periode 1966-2000 geschat op een jaarlijks gemiddelde van 4,5 procent.
Het talrijkst waren bobolinks aan het einde van de 19e eeuw, toen men paarden inzette als vervoermiddel. Voor hun voedselvoorziening werden uitgebreide hooigebieden gecreëerd. De situatie is anders in Zuid-Amerika. Door het aanleggen van vele rijstvelden zijn de vogels daar talrijker dan in Noord-Amerika.
In Nederland is de soort opgenomen als beschermde soort in de Flora- en faunawet.